# Region Karibik (Little League Baseball World Series)
Die Region Karibik ist eine der acht internationalen Regionen, welche Teilnehmer an die Little League Baseball World Series, das größte Baseball-Turnier für Jugendliche, entsendet. Von 1957 bis 2000 waren die Mannschaften der Region Lateinamerika zugeordnet. Seit der Verdopplung der Teilnehmerzahl 2001 bildet die Karibik eine eigene Region.

## Teilnehmende Mannschaften

Teilnehmer der Region Karibik

Folgende Länder sind in der Gruppe Karibik organisiert:
- Amerikanische Jungferninseln
- Antigua und Barbuda
- Aruba
- Bahamas
- Bermuda
- Bonaire
- Britische Jungferninseln
- Curaçao
- Dominikanische Republik
- Jamaika
- Cayman Islands
- Puerto Rico
- Sint Maarten

## Regionale Meisterschaften
Die jeweiligen Gewinner sind grün markiert.
| Jahr | Gastgeber                          | Antigua und Barbuda     | Amerikanische Jungferninseln                                       | Aruba                        | Bahamas                          | Bermuda                             | Bonaire               | Britische Jungferninseln    | Curaçao              | Dominikanische Republik                                | Jamaika                   | Kaiman- inseln                        | Puerto Rico                      | Sint Maarten                |
| ---- | ---------------------------------- | ----------------------- | ------------------------------------------------------------------ | ---------------------------- | -------------------------------- | ----------------------------------- | --------------------- | --------------------------- | -------------------- | ------------------------------------------------------ | ------------------------- | ------------------------------------- | -------------------------------- | --------------------------- |
| 2001 | kein Teilnehmer                    | kein Teilnehmer         | n/a Amerikanische Jungferninseln                                   | n/a Aruba                    | n/a Bahamas                      | kein Teilnehmer                     | kein Teilnehmer       | kein Teilnehmer             | Pariba LL Willemstad | n/a Dominikanische Republik                            | kein Teilnehmer           | kein Teilnehmer                       | n/a Puerto Rico                  | n/a Sint Maarten            |
| 2002 | Elmo Plaskett LL St. Croix         | kein Teilnehmer         | Alvin McBean LL St. Thomas                                         | Aruba South LL Sint Nicolaas | kein Teilnehmer                  | kein Teilnehmer                     | Bonaire LL Kralendijk | kein Teilnehmer             | Pariba LL Willemstad | kein Teilnehmer                                        | kein Teilnehmer           | kein Teilnehmer                       | Adalberto Rodriguez LL Cabo Rojo | St. Maarten LL Philipsburg  |
| 2003 | Wilfredo Ramirez LL Mayagüez       | kein Teilnehmer         | Elmo Plaskett LL St. Croix                                         | Aruba Central LL Santa Cruz  | Grand Bahamas Junior LL Freeport | kein Teilnehmer                     | kein Teilnehmer       | BVI Little League Road Town | Pabao LL Willemstad  | Virgilio Jimenez LL Santo Domingo                      | kein Teilnehmer           | kein Teilnehmer                       | Rosario Y. Cardona LL Maunabo    | St. Maarten LL Phillipsburg |
| 2004 | Aruba North LL Oranjestad          | kein Teilnehmer         | Elrod Hendricks LL St. Thomas                                      | Aruba South LL Sint Nicolaas | Grand Bahamas Junior LL Freeport | kein Teilnehmer                     | Bonaire LL Kralendijk | BVI Little League Road Town | Pabao LL Willemstad  | Virgilio Jimenez LL Santo Domingo                      | kein Teilnehmer           | kein Teilnehmer                       | Jose M. Rodriguez LL Manatí      | St. Maarten LL Philipsburg  |
| 2005 | Elmo Plaskett LL St. Croix         | kein Teilnehmer         | Elrod Hendricks LL St. Thomas                                      | Aruba North LL Oranjestad    | kein Teilnehmer                  | kein Teilnehmer                     | Bonaire LL Kralendijk | kein Teilnehmer             | Pabao LL Willemstad  | Antonio Irrizarry LL Puerto Plata                      | kein Teilnehmer           | kein Teilnehmer                       | Tati Lugo LL Yauco               | St. Maarten LL Philipsburg  |
| 2006 | Jaime Collazo LL Vega Baja         | kein Teilnehmer         | Elrod Hendricks West LL St. Thomas                                 | Aruba North LL Oranjestad    | Freedom Farm LL Nassau           | kein Teilnehmer                     | Bonaire LL Kralendijk | kein Teilnehmer             | Pabao LL Willemstad  | Antonio Concepcion LL Moca                             | Bayside LL Kingston       | kein Teilnehmer                       | Juan A. Bibiloni LL Yabucoa      | St. Maarten LL Philipsburg  |
| 2007 | Juan A. Bibiloni LL Yabucoa        | kein Teilnehmer         | Elrod Hendricks West LL St. Thomas                                 | Aruba North LL Oranjestad    | kein Teilnehmer                  | kein Teilnehmer                     | Bonaire LL Kralendijk | kein Teilnehmer             | Pabao LL Willemstad  | kein Teilnehmer                                        | Bayside LL Kingston       | kein Teilnehmer                       | Tati Lugo LL Yauco               | St. Maarten LL Philipsburg  |
| 2008 | Bonaire LL Kralendijk              | kein Teilnehmer         | Elrod Hendricks West LL St. Thomas                                 | Aruba North LL Oranjestad    | kein Teilnehmer                  | Bermuda Youth Athletic LL Southside | Gastgeber             | kein Teilnehmer             | Pabao LL Willemstad  | Los Bravos de Pontenzuela LL Santiago                  | West Portland LL Portland | kein Teilnehmer                       | Juan Antonio Bibiloni LL Yabucoa | St. Maarten LL Philipsburg  |
| 2009 | Willemstad LL Willemstad           | kein Teilnehmer         | Elmo Plaskett East LL St. Croix                                    | Aruba Central LL Santa Cruz  | kein Teilnehmer                  | Bermuda Youth Athletic LL Southside | Bonaire LL Kralendijk | kein Teilnehmer             | Pabao LL Willemstad  | Los Bravos de Pontenzuela LL Santiago                  | kein Teilnehmer           | kein Teilnehmer                       | Radames Lopez LL Guayama         | St. Maarten LL Philipsburg  |
| 2010 | Miguel Luzunaris LL Humacao        | kein Teilnehmer         | Elmo Plaskett East LL St. Croix Elrod Hendricks West LL St. Thomas | Aruba North LL Oranjestad    | kein Teilnehmer                  | kein Teilnehmer                     | Bonaire LL Kralendijk | kein Teilnehmer             | Pariba LL Willemstad | Virgilio Jimenez LL Santo Domingo                      | kein Teilnehmer           | Grand Cayman Island LL George Town    | Jose M. Rodriguez LL Manatí      | St. Maarten LL Philipsburg  |
| 2011 | Elrod Hendricks West LL St. Thomas | Antigua LL Saint John’s | Elmo Plaskett East LL St. Croix Alvin McBean LL St. Thomas         | Aruba North LL Oranjestad    | kein Teilnehmer                  | kein Teilnehmer                     | kein Teilnehmer       | kein Teilnehmer             | Pariba LL Willemstad | José Tatis LL Puerto Plata                             | kein Teilnehmer           | Cayman Islands LL Grand Cayman Island | Jose M. Rodriguez LL Manatí      | St. Maarten LL Philipsburg  |
| 2012 | Radames Lopez LL Guayama           | Antigua LL Saint John’s | Elmo Plaskett East LL St. Croix Elrod Hendricks West LL St. Thomas | Aruba Central LL Santa Cruz  | kein Teilnehmer                  | kein Teilnehmer                     | Bonaire LL Kralendijk | kein Teilnehmer             | Pariba LL Willemstad | Solano LL San Pedro de Macorís                         | kein Teilnehmer           | kein Teilnehmer                       | Jose M. Rodriguez LL Manatí      | St. Maarten LL Philipsburg  |
| 2013 | Bonaire LL Kralendijk              | kein Teilnehmer         | Elmo Plaskett East LL St. Croix Elrod Hendricks West LL St. Thomas | Aruba Central LL Oranjestad  | kein Teilnehmer                  | kein Teilnehmer                     | Gastgeber             | kein Teilnehmer             | Pariba LL Willemstad | kein Teilnehmer                                        | West Portland Portland    | kein Teilnehmer                       | Sanmaritana San Lorenzo          | St. Maarten LL Philipsburg  |
| 2014 | Freedom Farm LL Freeport           | kein Teilnehmer         | Elrod Hendricks West LL St. Thomas                                 | Aruba North LL Oranjestad    | Grand Bahamas Junior LL Freeport | kein Teilnehmer                     | Bonaire LL Kralendijk | kein Teilnehmer             | Pabao LL Willemstad  | Hector Delgado LL San Cristóbal                        | kein Teilnehmer           | Grand Cayman Island LL George Town    | Miguel Luzunaris LL Humacao      | kein Teilnehmer             |
| 2015 | Pariba LL Willemstad               | kein Teilnehmer         | Elrod Hendricks West LL St. Thomas                                 | Aruba Center LL Santa Cruz   | kein Teilnehmer                  | kein Teilnehmer                     | kein Teilnehmer       | kein Teilnehmer             | Pabao LL Willemstad  | Los Bravos de Pontezuela LL Santiago de los Caballeros | kein Teilnehmer           | kein Teilnehmer                       | Roberto Rivera Miranda LL Cayey  | kein Teilnehmer             |
| 2016 | Elmo Plaskett LL St. Croix         | kein Teilnehmer         | Alvin McBean East LL St. Thomas                                    | Aruba Center LL Santa Cruz   | kein Teilnehmer                  | kein Teilnehmer                     | Bonaire LL Kralendijk | kein Teilnehmer             | Pariba LL Willemstad | La Javilla LL Santo Domingo                            | kein Teilnehmer           | kein Teilnehmer                       | Roberto Clemente LL Carolina     | kein Teilnehmer             |
| 2017 | Antigua LL Saint John’s            | Antigua LL Saint John’s | Elmo Plaskett LL St. Thomas                                        | Aruba North LL Noord         | Teilnehmer unbekannt             | kein Teilnehmer                     | kein Teilnehmer       | kein Teilnehmer             | Pariba LL Willemstad | Los Bravos de Pontezuela LL Santiago de los Caballeros | Teilnehmer unbekannt      | Teilnehmer unbekannt                  | Roberto Clemente LL Carolina     | Teilnehmer unbekannt        |
| 2018 | Gino Vega LL Sabana Grande         | kein Teilnehmer         | Elmo Plaskett LL St. Thomas                                        | Aruba Center LL Santa Cruz   | Freedom Farm LL Nassau           | kein Teilnehmer                     | kein Teilnehmer       | kein Teilnehmer             | Pabao LL Willemstad  | Los Bravos de Pontezuela LL Santiago de los Caballeros | kein Teilnehmer           | kein Teilnehmer                       | Radames Lopez LL Guayama         | kein Teilnehmer             |

## Resultate an den Little League World Series

### Nach Jahr
| Jahr | Mannschaft                  | Stadt                      | Klassierung               | W-L |
| ---- | --------------------------- | -------------------------- | ------------------------- | --- |
| 2001 | Pariba LL                   | Willemstad                 | 3. Platz                  | 4–2 |
| 2002 | Pariba LL                   | Willemstad                 | 3. Platz                  | 4–2 |
| 2003 | Pabao LL                    | Willemstad                 | 3. Platz                  | 4–2 |
| 2004 | Pabao LL                    | Willemstad                 | Weltmeister               | 6–0 |
| 2005 | Pabao LL                    | Willemstad                 | 2. Platz                  | 4–2 |
| 2006 | Pabao LL                    | Willemstad                 | Gruppenphase              | 1–2 |
| 2007 | Pabao LL                    | Willemstad                 | Fourth Place              | 3–3 |
| 2008 | Pabao LL                    | Willemstad                 | Int. Halbfinale           | 2–2 |
| 2009 | Pabao LL                    | Willemstad                 | Int. Halbfinale           | 3–1 |
| 2010 | Jose M. Rodriguez LL        | Manatí                     | Gruppenphase              | 1–2 |
| 2011 | Aruba North LL              | Oranjestad                 | Runde 1                   | 1–2 |
| 2012 | Pariba LL                   | Willemstad                 | Runde 3                   | 2–2 |
| 2013 | Sanmaritana LL              | San Lorenzo                | Runde 2                   | 1–2 |
| 2014 | Miguel Luzunaris LL         | Humacao                    | Runde 2                   | 1–2 |
| 2015 | Los Bravos de Pontezuela LL | Santiago de los Caballeros | Runde 2                   | 1–2 |
| 2016 | Pariba LL                   | Willemstad                 | Runde 2                   | 1–2 |
| 2017 | Los Bravos de Pontezuela LL | Santiago de los Caballeros | Runde 2                   | 1–2 |
| 2018 | Radames Lopez LL            | Guayama                    | Internationale Halbfinale | 3–2 |

 Stand nach den Little League World Series 2018

### Nach Staat
| Staat                        | Karibik Meisterschaften | W-L an den LLWS | %    |
| ---------------------------- | ----------------------- | --------------- | ---- |
| / Curaçao                    | 11                      | 34–20           | .630 |
| Puerto Rico                  | 4                       | 6-8             | .429 |
| Dominikanische Republik      | 2                       | 2-4             | .333 |
| Aruba                        | 1                       | 1–2             | .333 |
| Antigua und Barbuda          | 0                       | 0–0             | –    |
| Amerikanische Jungferninseln | 0                       | 0–0             | –    |
| Bahamas                      | 0                       | 0–0             | –    |
| Bermuda                      | 0                       | 0–0             | –    |
| / Bonaire                    | 0                       | 0–0             | –    |
| Britische Jungferninseln     | 0                       | 0–0             | –    |
| Jamaika                      | 0                       | 0–0             | –    |
| Cayman Islands               | 0                       | 0–0             | –    |
| / Sint Maarten               | 0                       | 0–0             | –    |
| Total                        | 18                      | 43-34           | .558 |

 Stand nach den Little League World Series 2018